# San Rafael (Mendoza)
San Rafael é o segundo maior centro urbano da província de Mendoza, a também cidade surgiu a partir de um forte construído estrategicamente entre os rios Atuel e Diamante. Entre seus primeiros povoadores estavam imigrantes franceses, depois italianos e espanhóis.